# Guerra na Ossétia do Sul em 1991–1992
A Guerra na Ossétia do Sul (1991–1992) foi parte do conflito georgiano-osseta entre 1991 e 1992 pelas forças governamentais georgianas e milícias de etnia georgiana de um lado, e de outro, as forças da Ossétia do Sul e os seus aliados (Ossétia do Norte), houve também o envolvimento ocasional de Unidades militares russas. A guerra foi mediada pela Rússia através de um cessar-fogo que se estabeleceu uma força conjunta da Ossétia do Sul e para a esquerda dividida entre as autoridades rivais.

## Antecedentes
Após a queda do regime czarista na Rússia (após a Revolução de Outubro), a Ossétia do Sul aliou-se com a Rússia bolchevique e lutou numa guerra contra a recém-independente Geórgia menchevique. Inicialmente a Geórgia foi bem-sucedida, mas, em 1921, o Exército Vermelho conquistou o país. A Ossétia do Sul se tornou um oblast autónomo na república soviética da Geórgia. Durante a era soviética, as relações entre Ossetios e georgianos foram pacíficas.
Em 1989, cerca de 98 000 pessoas viviam na Ossétia do Sul. Desses, 29,44% eram Ossétios georgianos. Outros 99 000 ossetios viviam em outras partes da Geórgia.
Com o fim da União Soviética, a Geórgia tornou-se independente novamente sob a liderança de Zviad Gamsakhurdia, que seguiu uma agenda nacionalista. Como consequencia, os Sul Ossetianos se organizaram e expressaram suas aspirações nacionais: O Supremo Conselho da Ossétia do Sul pediu uma mudança de status para uma república autónoma, um movimento declarado ilegal pelo Supremo Conselho da Geórgia. Em 23 de novembro de 1989, Gamsakhurdia organizou uma demonstração de georgianos que estava para acontecer em Tskhinvali, a capital da Ossétia do Sul. Os Sul Ossetianos impediram isso, bloqueando estradas e várias pessoas ficaram feridas em confrontos. Nos meses seguintes, os Sul Ossetianos começaram a se armarem.
A eleição de 1990 para o Conselho Supremo da Geórgia, foram boicotadas pelos Ossetianos do Sul, e foi ganha por Gamsakhurdia. Em resposta, a Ossétia do Sul organizou uma votação para um parlamento sul-osseta. Reagindo a esta situação, o Conselho Supremo da Geórgia votou para abolir a Ossétia do Sul como Oblast Autónomo (uma unidade administrativa separada). Em Dezembro de 1990, tropas da Geórgia e Ministério Interior Russo (MVD) foram despachadas para a Ossétia do Sul. A guerra iniciou-se imediatamente.

## A Guerra

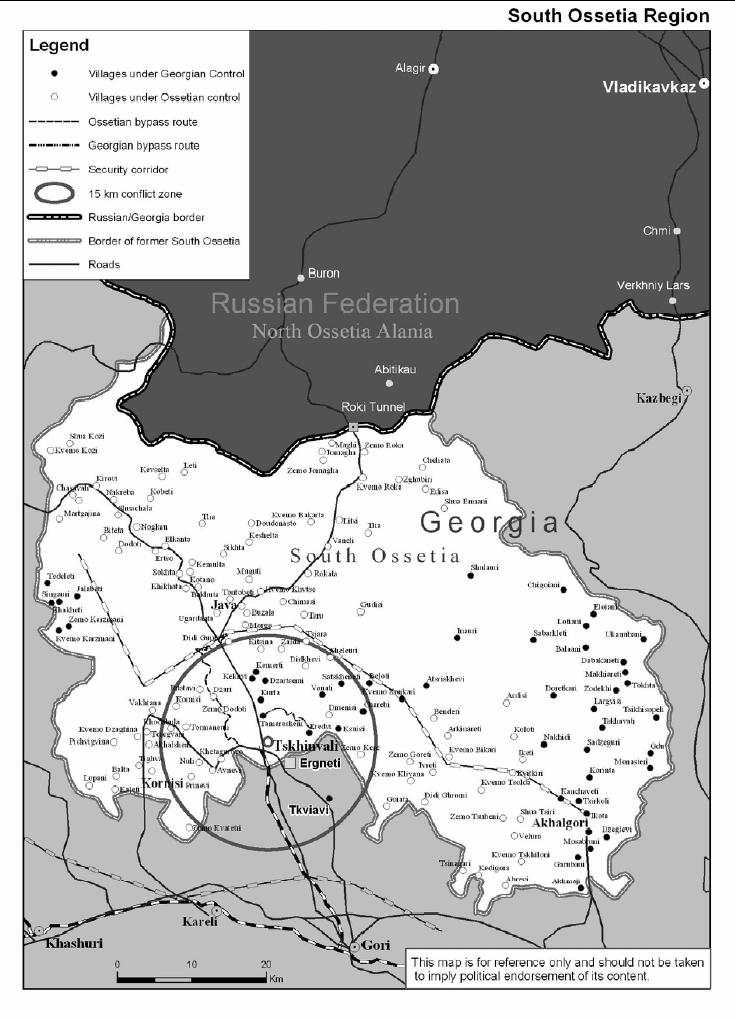
Mapa da Ossétia do Sul depois da guerra, mostrando aldeias georgianas sob controle da Ossétia do Sul.

Na noite de 5 de janeiro de 1991, forças georgianas entraram Tsjinval. Os militares Ossetianos reagiram queimando casas e escolas georgianas na cidade, enquanto os georgianos atacaram vilas da Ossétia. Os combates em Tsjinval dividiu a cidade: a parte ocidental controlada por Ossétios e a parte oriental e controlada pelo georgianos. No final de janeiro, os georgianos retiraram-se para as montanhas ao redor da cidade, em conformidade com o acordo de cessar-fogo alcançado através da mediação da Rússia.
Em 29 de janeiro de 1991, o porta-voz do Soviete Supremo da Ossétia do Sul, Torez Kulumbegov foi convidado a negociar em Tbilisi, mas foi imediatamente preso e acusado de "incitar os conflitos étnicos." Seu julgamento foi adiado várias vezes antes de ser libertado, em Dezembro de 1991.
O período em que se desenvolveu o combate foi mais intenso foi entre abril-maio de 1991, seguido por um período de relativa calma, em Julho e Agosto, os combates recomeçaram em meados de setembro. A Geórgia impôs um bloqueio económico à região rebelde: cortou a eletricidade e bloqueou estradas de Tsjinval, através da qual a cidade estava recebendo alimentos e outros produtos. Ossetas e georgianos cometeram inúmeras atrocidades, que ocorreram em ambos os lados. O combate deixou centenas mortos e feridos, com cerca de 80 000 refugiados, em ambos os lados da fronteira da Geórgia e da Rússia. Forças georgianas se colocaram nas montanhas ao redor da cidade de Tsjinval e a sitiaram. Outras batalhas ocorreram na cidade, nas vilas ao longo da estrada para a Ossétia do Norte.
Em Fevereiro de 1992, com participação esporádica russa, os combates se agravaram. Autoridades georgianas denunciaram a disposição para as milícias ossétias por parte dos russos. Muitos observadores independentes, afirmaram que comandantes das Forças do Ministério do Interior da Rússia estavam envolvidos no conflito. Funcionários russos, incluindo o chefe do Soviete Supremo da Rússia, Ruslan Khasbulatov e o presidente Boris Yeltsin fizeram declarações de apoio aos Ossétios.
Para lidar com a instabilidade interna no país após o golpe de Estado contra o Presidente Zviad Gamsakhurdia, em Março de 1992, sendo substituído por Eduard Shevardnadze. Pouco depois, grupos leais a Gamsakhurdia encenaram uma rebelião armada. Além disso, um outro conflito na Geórgia, de maior proporção, na região separatista da Abcásia, escalou para uma guerra em 1992. Como resultado, Chevardnadze passou a interessar-se em pôr fim ao conflito na Ossétia do Sul e assinou um acordo, mediado pelos russos em Sotchia. A Geórgia concordou com as negociações para evitar um confronto com a Rússia. Em 24 de junho de 1992, o chefe do Conselho de Estado da Geórgia, Eduard Shevardnadze e o Presidente russo Boris Yeltsin reuniram-se para discutir a situação da Ossétia do Sul. Uma trégua foi concordada em 14 de Julho de 1992, e começou uma operação para o mantimento da paz, que consistiu na Comissão de Controle Conjunta, e patrulhas militares conjuntas de georgianos, russos e Ossetios.
Durante a guerra, cerca de 1 000 pessoas morreram. Além disso, conduziu a grandes fluxos de refugiados: cerca de 100 000 ossetios fugiram da Ossétia do Sul e da Geórgia propriamente dita, principalmente para a Ossétia do Norte (parte da Rússia). Outros 23 000 georgianos étnicos fugiram da Ossétia do Sul e instalaram-se em outras regiões da Geórgia. O fluxo de refugiados na Ossétia do Norte agravou a situação tensa étnica lá e teve um papel significativo no Conflito da Ossétia do Norte.